# ザ・トランスポーター
『ザ・トランスポーター』（スペイン語: El Niño）は、2014年に公開されたスペインのスリラー映画。

## プロット
舞台はイベリア半島とアフリカ大陸を隔てるジブラルタル海峡である。エル・ニーニョは親友のコンピとともに麻薬の運び屋をしていたが、一帯を牛耳る麻薬組織にコンピが監禁される。この組織を長年調査している麻薬捜査官のヘスース刑事らも絡み、ニーニョとコンピは絶体絶命の窮地に陥る。

## キャスト
- エル・ニーニョ : ヘスース・カストロ（畠山豪介）
- ヘスス刑事 : ルイス・トサール（西垣俊作）
- ビセンテ : セルジ・ロペス（石原辰己）
- エバ : バルバラ・レニー（高橋佳那子）
- イギリス人 : イアン・マクシェーン
- セルヒオ : エドゥアルド・フェルナンデス（大塚智則）
- アミナ : マリアン・バチール（結城飛鳥）
- エル・コンピ : ヘスース・カロサ（相樂真太郎）
- ラシッド : モウサ・マースクリ（菊池康弘）

## 製作・公開
監督は『プリズン211』でゴヤ賞作品賞を受賞したダニエル・モンソン。脚本はモンソンに加えて、『スガラムルディの魔女』などを担当したホルヘ・ゲリカエチェバリア。主演はヘスース・カストロと、『プリズン211』でもモンソン監督と組んだルイス・トサール。ジブラルタル海峡、アルヘシラス、モロッコ・タンジェなどで撮影が行われた。撮影には本物の特殊部隊用ヘリコプターや治安警察官を用いている。
スペインでは2014年8月29日に封切られ、2週連続興行収入1位、2014年のオープニング興行収入第1位となった。2014年10月には日本のラテンビート映画祭で『エル・ニーニョ』というタイトルで公開された。日本での一般劇場公開はなく、2015年5月にトランスフォーマーが『ザ・トランスポーター』というタイトルでDVDを制作した。

## 評価
第2回フェロス賞では3部門にノミネートされたが無冠に終わった。2014年度（2015年2月）の第29回ゴヤ賞では、作品賞・監督賞・脚本賞を含む16部門にノミネートされた。プロダクション賞、音響賞、特殊効果賞、音楽賞の4部門で受賞した。この年のゴヤ賞は『マーシュランド』が作品賞・監督賞・脚本賞を含む10部門で受賞している。

## 受賞とノミネート
| 映画賞          | 部門                      | 対象                                                           | 結果       |
| --------------- | ------------------------- | -------------------------------------------------------------- | ---------- |
| 第2回フェロス賞 | 助演男優賞                | ヘスース・カロサ                                               | ノミネート |
| 第2回フェロス賞 | 助演男優賞                | エドゥアルド・フェルナンデス                                   | ノミネート |
| 第2回フェロス賞 | サウンドトラック賞        | ロケ・バニョス                                                 | ノミネート |
| 第29回ゴヤ賞    | 作品賞                    | 作品賞                                                         | ノミネート |
| 第29回ゴヤ賞    | 監督賞                    | ダニエル・モンソン                                             | ノミネート |
| 第29回ゴヤ賞    | 脚本賞                    | ダニエル・モンソン ホルヘ・ゲリカエチェバリア                  | ノミネート |
| 第29回ゴヤ賞    | 助演男優賞                | エドゥアルド・フェルナンデス                                   | ノミネート |
| 第29回ゴヤ賞    | 助演女優賞                | バルバラ・レニー                                               | ノミネート |
| 第29回ゴヤ賞    | 新人男優賞                | ヘスース・カストロ                                             | ノミネート |
| 第29回ゴヤ賞    | 撮影賞                    | カルラス・グシ                                                 | ノミネート |
| 第29回ゴヤ賞    | 編集賞                    | マパ・パストール                                               | ノミネート |
| 第29回ゴヤ賞    | 美術賞                    | アントン・ラグーナ                                             | ノミネート |
| 第29回ゴヤ賞    | プロダクション賞          | エドモン・ロッチ トニ・ノベーリャ                              | 受賞       |
| 第29回ゴヤ賞    | 音響賞                    | セルジオ・ブルマン マルク・オルツ ウルオール・タラゴー         | 受賞       |
| 第29回ゴヤ賞    | 特殊効果賞                | ラウール・ロマニーリョス ギリェルモ・オルベ                    | 受賞       |
| 第29回ゴヤ賞    | 衣装デザイン賞            | タティアナ・エルナンデス                                       | ノミネート |
| 第29回ゴヤ賞    | メイキャップ&ヘアメイク賞 | ラケル・フィダゴ ダビド・マルティ ノエ・モンテス               | ノミネート |
| 第29回ゴヤ賞    | 作曲賞                    | ロケ・バニョス                                                 | ノミネート |
| 第29回ゴヤ賞    | 歌曲賞                    | インディア・マルティネス リキ・リベラ ダビド・サンティステバン | 受賞       |